# Seno maxilar
El seno maxilar, antiguamente denominado "cueva o antro de Highmore" (nombre en desuso), es una cavidad ubicada en el hueso maxilar, que está abierta a la fosa nasal. Está cubierta por mucosa de tipo respiratoria y drena el mucus o secreciones que genera hacia la fosa nasal.
El seno maxilar es una de las cavidades que conforma los senos paranasales en la cara, de ellas es la cavidad más grande y es de forma piramidal. Se localiza en el hueso maxilar, uno a cada lado de la cara y está recubierta de mucosa respiratoria que, cuando se inflama o infecta, causa una sinusitis. El seno maxilar está inervado por ramas del nervio maxilar.

## Historia
Leonardo da Vinci descubrió y representó el seno maxilar 150 años antes que el anatomista Nathaniel Highmore. Los dibujos anatómicos de Leonardo abordan la fórmula dental humana correcta y describen la morfología de los cuatro tipos de dientes humanos.

## Características del Seno Maxilar
El seno maxilar se localiza en el hueso maxilar a cada lado de las fosas nasales y por debajo de la órbita ocular. 
La pared superior del seno corresponde con el piso de la órbita, la pared anterior es la cara facial del maxilar superior por donde recorre el nervio orbitario inferior. La pared posterior son los canales alveolares y corresponde con la cara anterior de la fosa infratemporal y se relaciona con la fosa pterigopalatina y su contenido: la arteria maxilar interna, ganglio esfenopalatino y ramas del nervio trigémino. La cara medial es principalmente cartílago, relacionándose con el hueso etmoide y el cornete inferior. La base del seno maxilar se relaciona con los alvéolos dentarios del segundo premolar y primer molar.

## Imágenes adicionales

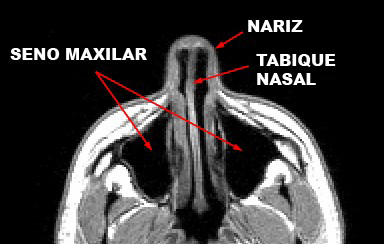
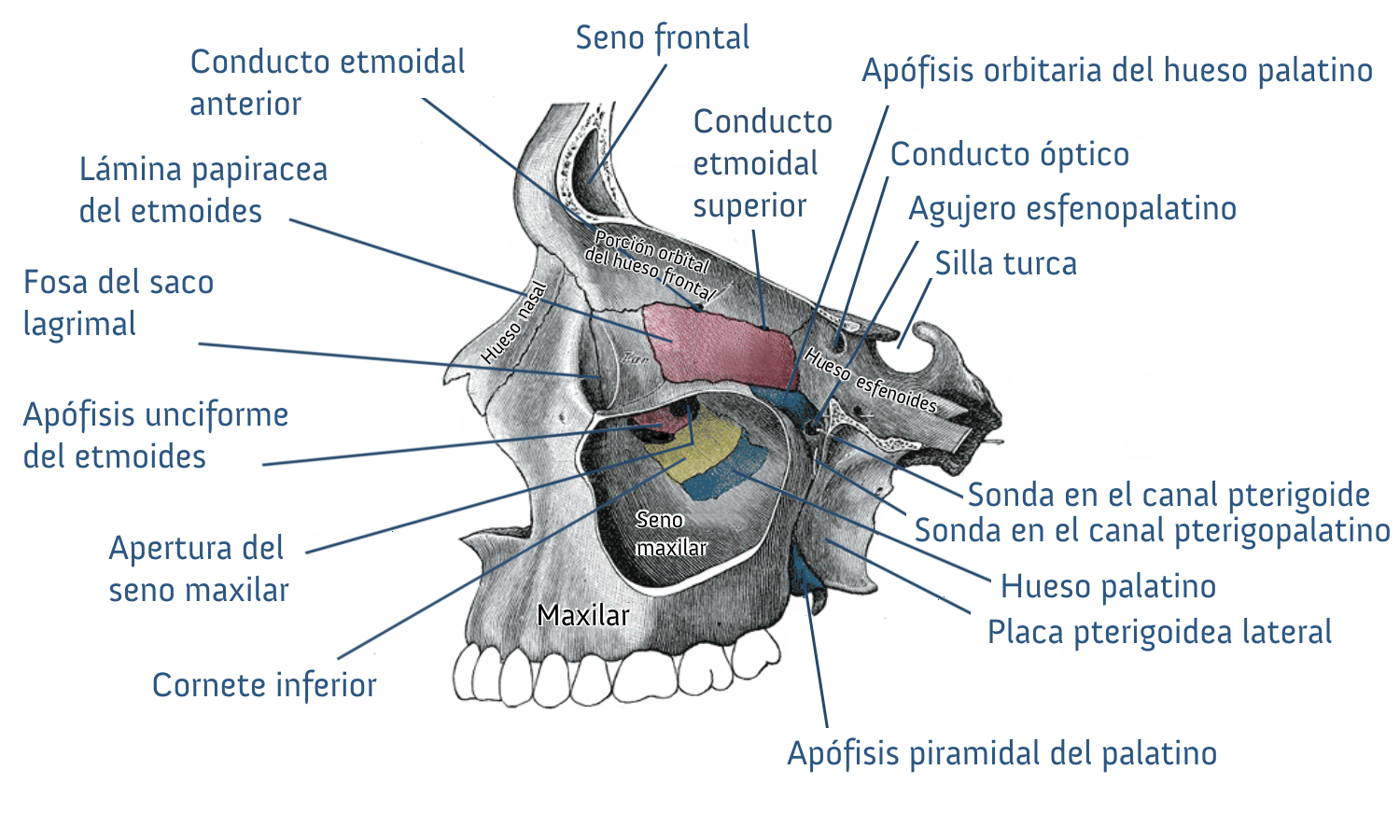
Cara medial de la órbita izquierda.
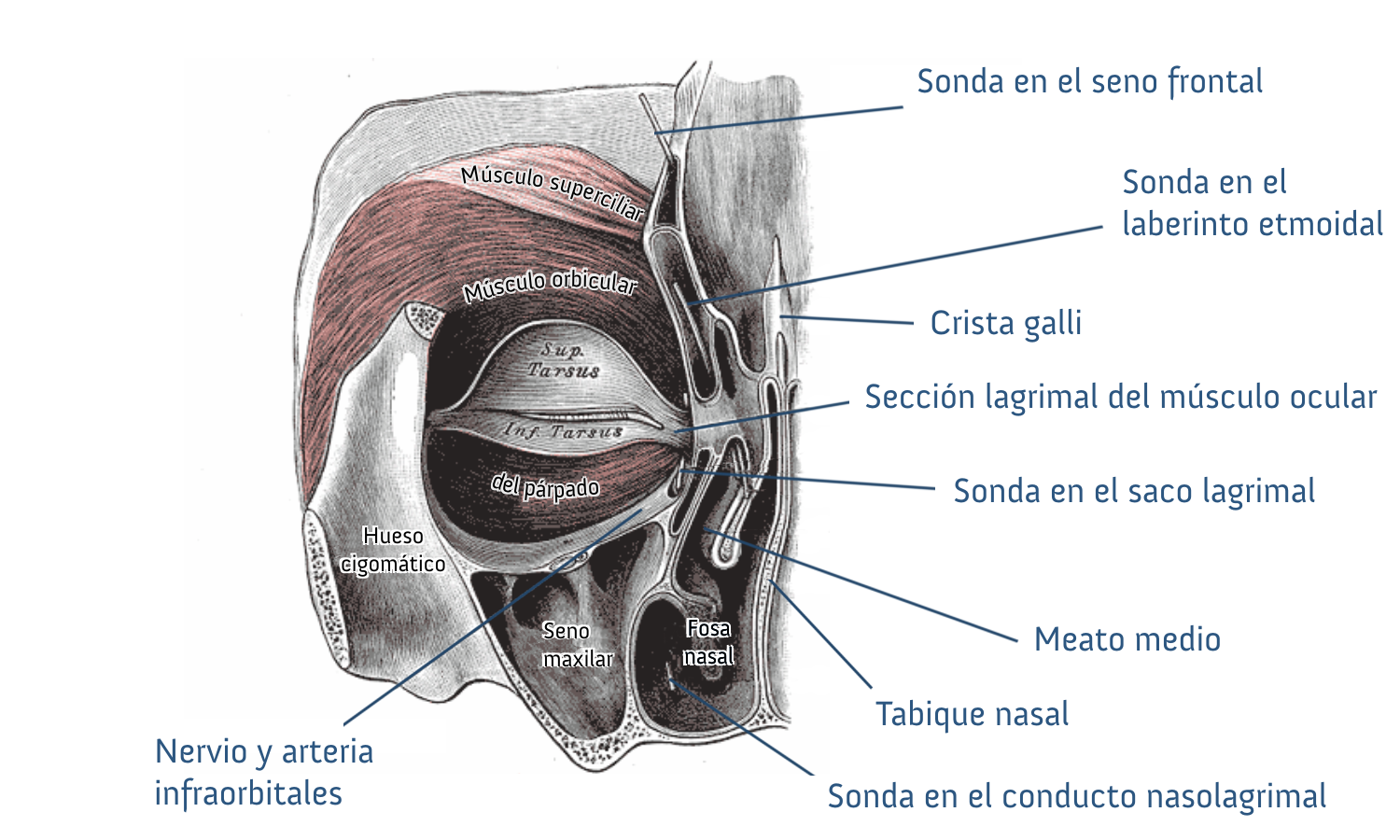
Órbita ocular izquierda, vista posterior.
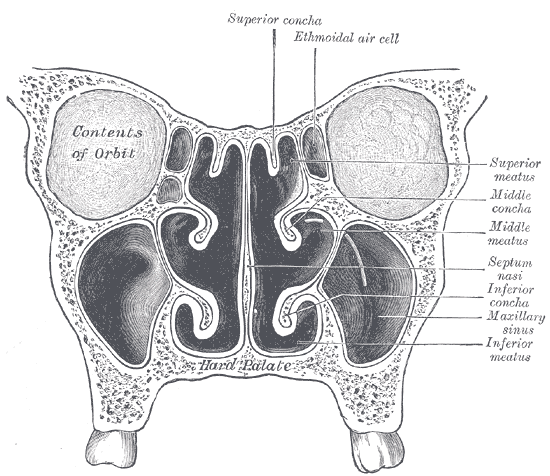
Sección de las fosas nasales.
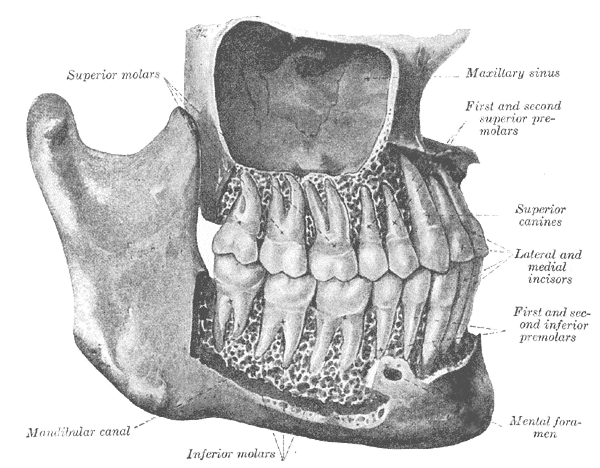
Los dientes y su relación con el seno maxilar.